# ديفيد فراي (سياسي)
ديفيد فراي (بالإنجليزية: David Fry)‏ هو سياسي أسترالي، ولد في 19 نوفمبر 1957. انتخب عضو مجلس نواب تسمانيا.